# Liste des microprocesseurs AMD Athlon

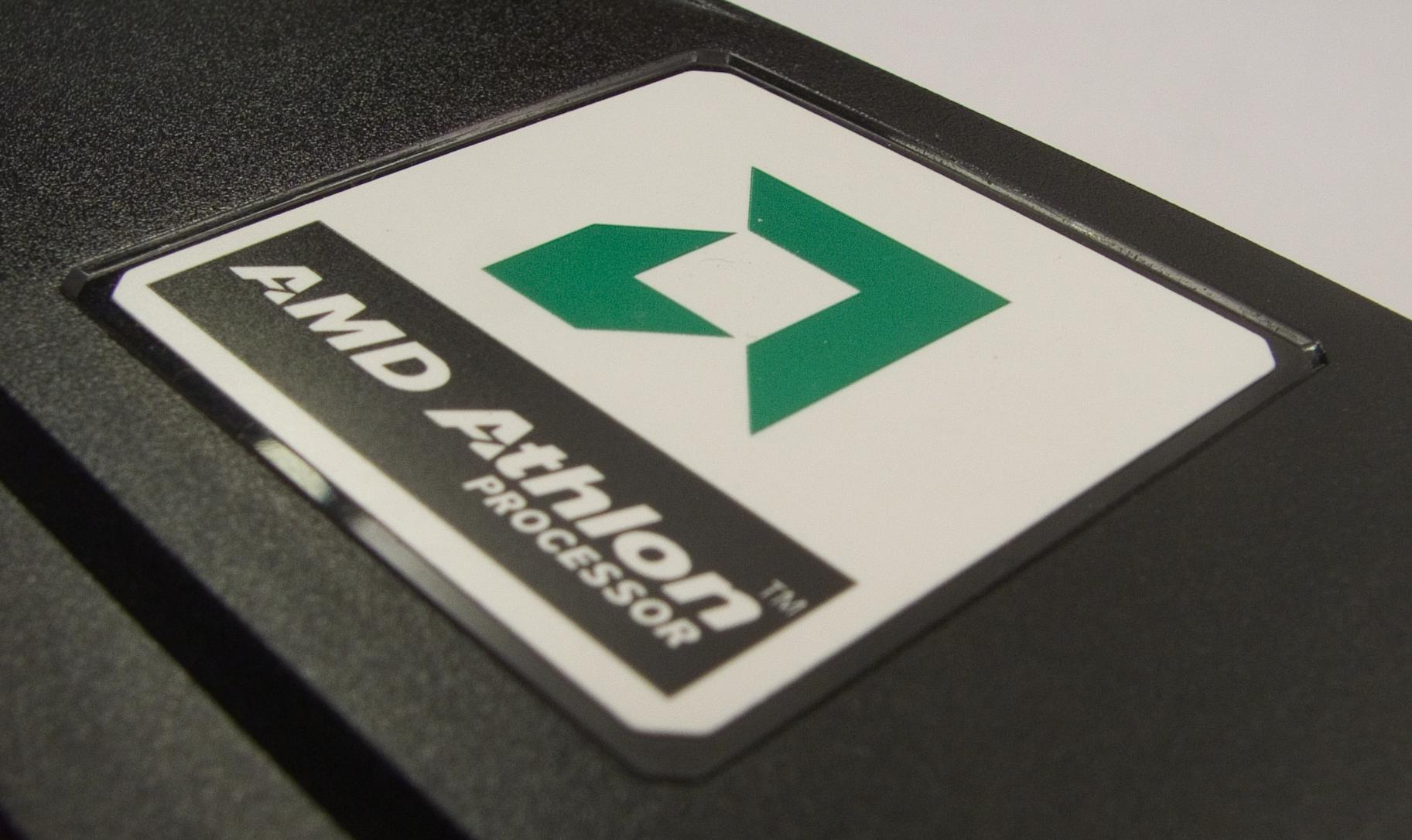
Logo AMD Athlon

L'Athlon est un microprocesseur de 7e génération, fabriqué par AMD. Il est aussi désigné sous le nom de code K7. Il s'agit d'une profonde évolution du K6.

## Athlon (Model 1, K7 "Argon", 250nm)
- Le Cache-L2 tourne à 50 % de la vitesse du processeur
- Tous les modèles supportent : MMX, Enhanced 3DNow!

| Modèle     | Fréquence | Cache-L2 | Front Side Bus 1 | Coef. Mult | Tension | TDP  | Socket | Date de sortie | Numéro de série   |
| ---------- | --------- | -------- | ---------------- | ---------- | ------- | ---- | ------ | -------------- | ----------------- |
| Athlon 500 | 500 MHz   | 512 KB   | 200 MT/s         | 5x         | 1,60 V  | 42 W | Slot A | 23 juin 1999   | AMD-K7500MTR51B C |
| Athlon 550 | 550 MHz   | 512 KB   | 200 MT/s         | 5.5x       | 1,60 V  | 46 W | Slot A | 23 juin 1999   | AMD-K7550MTR51B C |
| Athlon 600 | 600 MHz   | 512 KB   | 200 MT/s         | 6x         | 1,60 V  | 50 W | Slot A | 23 juin 1999   | AMD-K7600MTR51B C |
| Athlon 650 | 650 MHz   | 512 KB   | 200 MT/s         | 6.5x       | 1,60 V  | 54 W | Slot A | 9 août 1999    | AMD-K7650MTR51B C |
| Athlon 700 | 700 MHz   | 512 KB   | 200 MT/s         | 7x         | 1,60 V  | 50 W | Slot A | 4 octobre 1999 | AMD-K7700MTR51B C |

## Athlon (Model 2, K75 "Pluto", 180 nm)
- Le Cache-L2 tourne à 50 % de la vitesse du processeur (jusqu'au modèle à 700 MHz), 40 % (jusqu'au modèle à 850 MHz) ou 33 % (jusqu'au modèle à 1 000 MHz).
- Tous les modèles supportent : MMX, Enhanced 3DNow!

| Modèle     | Fréquence | Cache-L2 | Front Side Bus 1 | Coef. Mult | Tension | TDP  | Socket | Date de sortie   | Numéro de série   |
| ---------- | --------- | -------- | ---------------- | ---------- | ------- | ---- | ------ | ---------------- | ----------------- |
| Athlon 550 | 550 MHz   | 512 KB   | 200 MT/s         | 5.5x       | 1,60 V  | 31 W | Slot A | 29 novembre 1999 | AMD-K7550MTR51B A |
| Athlon 600 | 600 MHz   | 512 KB   | 200 MT/s         | 6x         | 1,60 V  | 34 W | Slot A | 29 novembre 1999 | AMD-K7600MTR51B A |
| Athlon 650 | 650 MHz   | 512 KB   | 200 MT/s         | 6.5x       | 1,60 V  | 36 W | Slot A | 29 novembre 1999 | AMD-K7650MTR51B A |
| Athlon 700 | 700 MHz   | 512 KB   | 200 MT/s         | 7x         | 1,60 V  | 39 W | Slot A | 29 novembre 1999 | AMD-K7700MTR51B A |
| Athlon 750 | 750 MHz   | 512 KB   | 200 MT/s         | 7.5x       | 1,60 V  | 40 W | Slot A | 29 novembre 1999 | AMD-K7750MTR52B A |
| Athlon 800 | 800 MHz   | 512 KB   | 200 MT/s         | 8x         | 1,70 V  | 48 W | Slot A | 6 janvier 2000   | AMD-K7800MPR52B A |
| Athlon 850 | 850 MHz   | 512 KB   | 200 MT/s         | 8.5x       | 1,70 V  | 50 W | Slot A | 11 février 2000  | AMD-K7850MPR52B A |

## Athlon (Model 4, "Thunderbird", 180 nm)
- Le Cache-L2 tourne à 100 % de la vitesse du processeur
- Tous les modèles supportent : MMX, Enhanced 3DNow!

| Modèle       | Fréquence | Cache-L2 | Front Side Bus 1 | Coef. Mult | Tension    | TDP       | Socket           | Date de sortie  | Numéro de série       |
| ------------ | --------- | -------- | ---------------- | ---------- | ---------- | --------- | ---------------- | --------------- | --------------------- |
| Athlon 600   | 600 MHz   | 256 KB   | 200 MT/s         | 6x         | 1,75 V     | ???       | Socket A, Slot A | 5 juin 2000     | A0600AMT3B            |
| Athlon 650   | 650 MHz   | 256 KB   | 200 MT/s         | 6.5x       | 1.7/1,75 V | 36.1/38 W | Socket A, Slot A | 5 juin 2000     | A0650AMT3B A0650APT3B |
| Athlon 700   | 700 MHz   | 256 KB   | 200 MT/s         | 7x         | 1.7/1,75 V | 38.3/40 W | Socket A, Slot A | 5 juin 2000     | A0700AMT3B A0700APT3B |
| Athlon 750   | 750 MHz   | 256 KB   | 200 MT/s         | 7.5x       | 1.7/1,75 V | 40.4/43 W | Socket A, Slot A | 5 juin 2000     | A0750AMT3B            |
| Athlon 800   | 800 MHz   | 256 KB   | 200 MT/s         | 8x         | 1.7/1,75 V | 42.6/45 W | Socket A, Slot A | 5 juin 2000     | A0800AMT3B A0800APT3B |
| Athlon 850   | 850 MHz   | 256 KB   | 200 MT/s         | 8.5x       | 1.7/1,75 V | 44.8/47 W | Socket A, Slot A | 5 juin 2000     | A0850AMT3B A0850APT3B |
| Athlon 900   | 900 MHz   | 256 KB   | 200 MT/s         | 9x         | 1,75 V     | 50 W      | Socket A, Slot A | 5 juin 2000     | A0900AMT3B A0900APT3B |
| Athlon 950   | 950 MHz   | 256 KB   | 200 MT/s         | 9.5x       | 1,75 V     | 52 W      | Socket A, Slot A | 5 juin 2000     | A0950AMT3B            |
| Athlon 1000B | 1 000 MHz | 256 KB   | 200 MT/s         | 10x        | 1,75 V     | 54 W      | Socket A, Slot A | 5 juin 2000     | A1000AMS3B            |
| Athlon 1000C | 1 000 MHz | 256 KB   | 266 MT/s         | 7.5x       | 1,75 V     | 54 W      | Socket A         | 31 octobre 2000 | A1000AMS3C            |
| Athlon 1100B | 1 100 MHz | 256 KB   | 200 MT/s         | 11x        | 1,75 V     | 55.1/60 W | Socket A         | 14 août 2000    | A1100AMS3B            |
| Athlon 1133C | 1 133 MHz | 256 KB   | 266 MT/s         | 8.5x       | 1,75 V     | 63 W      | Socket A         | 31 octobre 2000 | A1133AMS3C            |
| Athlon 1200B | 1 200 MHz | 256 KB   | 200 MT/s         | 12x        | 1,75 V     | 66 W      | Socket A         | 17 octobre 2000 | A1200AMS3B            |
| Athlon 1200C | 1 200 MHz | 256 KB   | 266 MT/s         | 9x         | 1,75 V     | 66 W      | Socket A         | 31 octobre 2000 | A1200AMS3C            |
| Athlon 1300B | 1 300 MHz | 256 KB   | 200 MT/s         | 13x        | 1,75 V     | 68 W      | Socket A         | 21 mars 2001    | A1300AMS3B            |
| Athlon 1333C | 1 333 MHz | 256 KB   | 266 MT/s         | 10x        | 1,75 V     | 70 W      | Socket A         | 21 mars 2001    | A1333AMS3C            |
| Athlon 1400B | 1 400 MHz | 256 KB   | 200 MT/s         | 14x        | 1,75 V     | 72 W      | Socket A         | 6 juin 2001     | A1400AMS3B            |
| Athlon 1400C | 1 400 MHz | 256 KB   | 266 MT/s         | 10.5x      | 1,75 V     | 72 W      | Socket A         | 6 juin 2001     | A1400AMS3C            |